# Pristiglottis longiflora
Pristiglottis longiflora là một loài thực vật có hoa trong họ Lan. Loài này được (Rchb.f.) Kores miêu tả khoa học đầu tiên năm 1989.